# یواس‌اس آدونیس (ای‌آرال-۴)
یواس‌اس آدونیس (ای‌آرال-۴) (به انگلیسی: USS Adonis (ARL-4)) یک کشتی بود که طول آن ۳۲۸ فوت (۱۰۰ متر) بود. این کشتی در سال ۱۹۴۳ ساخته شد.